# Cour de justice de l'Association européenne de libre-échange
La Cour de justice de l'Association européenne de libre-échange (plus communément appelé « Cour AELE »), est un organe judiciaire supranational dont la juridiction s'étend sur les trois États membres de l'Association européenne de libre-échange (AELE) qui sont également membres de l'espace économique européen (EEE) : l'Islande, le Liechtenstein et la Norvège.
En tant que membres de l'EEE, ces trois États ont accès au marché intérieur de l'Union européenne. Par conséquent, ils sont assujettis à un certain nombre de normes européennes. Le contrôle de l'application de ces normes reviendrait normalement à la Cour de justice de l'Union européenne, cependant, il y existait quelques difficultés légales dans le fait de donner à une institution de l’Union des pouvoirs sur des États non-membres. En conséquence, la Cour AELE fut établie pour jouer ce rôle à la place de la CJUE.
Depuis septembre 1995, la Cour se compose de trois juges plus six juges ad hoc. Ils sont nommés par les trois membres et désignés par leurs gouvernements collectivement d'un commun accord.

## Histoire
La Cour a été établie le 1er janvier 1994. Elle était alors composée de cinq juges issus des cinq États membres que comptait alors l'AELE/EEE : l'Autriche, la Finlande, l'Islande, la Norvège et la Suède.
Peu de temps après sa création la Cour passa de cinq membres à deux avec l'adhésion de l'Autriche, de la Finlande et de la Suède à l'Union européenne. Depuis le milieu de l'année 1995, la Cour se compose de trois membres (le Liechtenstein s'étant ajouté à l'Islande et à la Norvège).

## Composition
Le premier président de la Cour fut Leif Sevón, originaire de Finlande en 1994. Avec l'entrée de la Finlande dans l'Union européenne en 1995, celui-ci quitta cette fonction et devint le juge finlandais auprès de la Cour de justice des Communautés européennes. Il fut remplacé par Bjørn Haug originaire de Norvège (1995–1999) qui dut s'occuper de la transition entre une Cour composée de cinq membres à une Cour composée de trois membres. Il fut suivi par Thór Vilhjálmsson, originaire d'Islande, de 2000 à 2002. Enfin, depuis 2003, la Cour est présidée par Carl Baudenbacher originaire du Liechtenstein.

## Sources
- (en) Cet article est partiellement ou en totalité issu de l’article de Wikipédia en anglais intitulé « EFTA Court » (voir la liste des auteurs).

## Compléments